# کریسمس و تعطیلات
فصل کریسمس (انگلیسی: Christmas season) که همچنین با نام فصل تعطیلات و فصل جشن شناخته می‌شود یک جشن سالانه است که در بسیاری از کشورها به خصوص کشورهای غربی به رسمیت شناخته می‌شود. این جشن از اواخر نوامبر شروع می‌شود و تا اوایل ژانویه ادامه دارد.